# صحرا (فیلم ۱۹۴۳)
«صحرا» (Sahara ) یک فیلم اکشن و فیلم جنگی آمریکایی محصول سال ۱۹۴۳ به کارگردانی زولتن کوردا است که در آن هامفری بوگارت نقش فرمانده یک تانک آمریکایی در لیبی را بازی می‌کند. او همراه با گروهی از سربازان متفقین تلاش می‌کند تا در جریان کارزار صحرای غربی در جنگ جهانی دوم از یک چاه دورافتاده با ذخیرهٔ اندک آب در برابر یگان آفریکاکور لیبی دفاع کند.
داستان فیلم بر پایهٔ رمان گشت نوشتهٔ فیلیپ مک‌دونالد و همچنین یکی از صحنه‌های فیلم شوروی «سیزده‌تن» اثر میخائیل روم شکل گرفته است. اقتباس فیلم را جان هاوارد لاسون انجام داده بود که بعدها به‌دلیل گرایش‌های سیاسی‌اش به فهرست سیاه ده‌تای هالیوود راه یافت. این فیلم دو بار بازسازی شد: نخست در سال ۱۹۵۳ با نام آخرین کومانچی‌ها توسط آندری دی‌تاث در قالب وسترن و بار دیگر در سال ۱۹۹۵ به‌عنوان فیلم تلویزیونی صحرا توسط برایان ترنچارد-اسمیت. فیلم نه مرد که هم‌زمان توسط استودیوی ایلینگ ساخته شد، داستانی مشابه دارد.
منتقدان، ترکیب موفق اکشن، هیجان و احساسات در این فیلم را ستودند. جی. کارول نایش برای نقش جایزه اسکار بهترین بازیگر نقش مکمل مرد، رودولف ماته برای جایزه اسکار بهترین فیلم‌برداری و جان پی. لیوادری برای جایزه اسکار بهترین صداگذاری نامزد جوایز اسکار شدند.

## داستان
در سال ۱۹۴۲، خدمهٔ تانک آمریکایی لولوبل (مدل ام۳ لی) که زیر نظر سپاه هشتم بریتانیا فعالیت می‌کند و فرماندهی آن را گروهبان یکم جو گان بر عهده دارد، پس از سقوط طبرق و عقب‌نشینی عمومی از نیروهای آلمانی، از یگان خود جدا می‌شوند. آن‌ها ناگزیر به سوی جنوب و از میان بیابان لیبی حرکت می‌کنند. گان و همراهانش، دویل و «ویکو»، به یک بیمارستان صحرایی بمباران‌شده می‌رسند و در آنجا کاپیتان هالیدی، پزشک ارتش بریتانیا، چهار سرباز کشورهای مشترک‌المنافع و سرجوخه لرُو از فرانسه آزاد را با خود همراه می‌کنند. با وجود اینکه هالیدی افسر ارشد گروه است، فرماندهی را به گان باتجربه می‌سپارد.
گروه در ادامهٔ مسیر به سرگروهبان تامبول از نیروهای دفاعی سودان و زندانی ایتالیایی‌اش، جوزپه، برمی‌خورد. تامبول داوطلب می‌شود که آن‌ها را به چاه آبی در حسن‌بارانی راهنمایی کند. گان در ابتدا با بردن جوزپه مخالفت می‌کند، اما سرانجام رضایت می‌دهد.
در مسیر، هواپیمای خلبان آلمانی، کاپیتان فون اشلتو، به تانک حمله می‌کند و یکی از سربازان مشترک‌المنافع به نام کلارکسون را به‌شدت زخمی می‌سازد. اشلتو سرنگون و اسیر می‌شود. آن‌ها به حسن‌بارانی می‌رسند، اما چاه خشک است و کلارکسون از زخم‌هایش جان می‌سپارد.
تامبول آن‌ها را به چاه دیگری در بیر عکرمه راهنمایی می‌کند که تنها قطره‌هایی آب دارد. گروه در تلاش برای جمع‌آوری آب، متوجه خشک شدن چاه می‌شود. در همین هنگام، دیده‌بان‌های آلمانی با یک نیمه‌زرهی می‌رسند. گان دو نفر از آن‌ها را اسیر می‌کند و درمی‌یابد که یک گردان مکانیزهٔ آلمانی که تشنهٔ آب است در پی آن‌هاست. گان از یارانش می‌خواهد که برای تأخیر در پیشروی آلمانی‌ها مقاومت کنند، در حالی که ویکو با نیمه‌زرهی برای آوردن نیروی کمکی می‌رود. گان دو اسیر آلمانی را آزاد می‌کند تا پیشنهادی را به فرمانده‌شان برسانند: غذا در ازای آب. او وانمود می‌کند که چاه پر از آب است، با اینکه چاه خشک شده.
گردان آلمانی به فرماندهی سرگرد فون فالکن می‌رسد و جدال روانی میان او و گان آغاز می‌شود. گان پیشنهادش را به «آب در ازای اسلحه» تغییر می‌دهد، اما فون فالکن آن را رد کرده و حملات مستقیم را آغاز می‌کند که مدافعان را به‌شدت تحت فشار قرار می‌دهد. در یکی از حملات، فون اشلتو جوزپه را به‌دلیل ابراز انزجار از فاشیسم و خودداری از همکاری، می‌کشد. جوزپه پیش از مرگ، گان را آگاه می‌سازد. تامبول اشلتو را پیش از رسیدن به نیروهای آلمانی می‌کشد، اما خود نیز کشته می‌شود. در مذاکره‌ای دیگر، لرُو و فون فالکن به توافق نمی‌رسند و هنگام بازگشت، لرُو از پشت هدف گلوله قرار می‌گیرد. گان و همراهانش آتش می‌گشایند و فون فالکن را می‌کشند.
در حالی که آلمانی‌ها به‌ظاهر حملهٔ نهایی را آغاز می‌کنند، ناگهان تسلیم می‌شوند و بی‌سلاح به‌سوی چاه می‌خزند. با شگفتی گان، یکی از گلوله‌های توپخانهٔ آلمانی، منبع آب جدیدی را در نزدیکی چاه باز کرده و آب دوباره جریان یافته است. در حالی که آلمانی‌های بازمانده آب می‌نوشند، گان و بیتس، تنها بازماندگان متفقین، آن‌ها را خلع سلاح می‌کنند. سپس در حالی که اسیران را به سوی شرق هدایت می‌کنند، با نیروهای متفقین که به راهنمایی ویکو رسیده‌اند روبه‌رو می‌شوند. آن‌ها از پیروزی متفقین در نبرد نخست العلمین و عقب‌نشینی ارنست رومل و سپاه آفریقای آلمان خبر می‌یابند.

## بازیگران
- هامفری بوگارت در نقش گروهبان یکم جو گان
- بروس بنت در نقش واکو هویت
- جی. کارول نایش در نقش جوزپه
- لوید بریجز در نقش فرد کلارکسون
- رکس اینگرام در نقش گروهبان‌ماژور تامبول
- ریچارد آهرن در نقش کاپیتان جیسون هالیدی
- دن دوریا در نقش جیمی دویل
- کارل هاربورد در نقش مارتی ویلیامز
- پاتریک اومور در نقش آزی بیتس
- لویی مرسیه در نقش ژان لرو (فرنچی)
- گای کینگزفورد در نقش پیتر استگمن
- کورت کروگر در نقش کاپیتان فن اشلتو
- جان ونگراف در نقش ماژور هانس فن فالکن

## تولید
نقش اصلی ابتدا به گری کوپر، گلن فورد و برایان دانلوی پیشنهاد شد. اما در نهایت هامفری بوگارت این نقش را پذیرفت. فیلم‌برداری از ۲۹ ژانویه ۱۹۴۳ آغاز شد و تا ۱۷ آوریل ادامه یافت. گروه در پارک ایالتی بیابان انزا-بروگو در کالیفرنیا فیلم‌برداری کردند. ۱۰۰ سرباز واقعی از لشکر چهارم زرهی ارتش آمریکا در نقش سیاهی‌لشکر در فیلم حضور داشتند.
تانک «لولوبل» در فیلم یک تانک ام۳ لی با وزن ۲۸ تن بود. از آنجا که تجهیزات آلمانی در دسترس نبود، تجهیزات آمریکایی با نشانه‌های آلمانی استفاده شد. هواپیمای مهاجم نیز مدل ابتدایی پی-۵۱ ماستنگ بود.
کورت کروگر، بازیگر نقش یک افسر آلمانی، بعدها در مصاحبه‌ای گفت که در صحنه‌ای به‌شدت به زمین فشار داده شد و تقریباً خفه شده بود، چرا که کارگردان فریاد «کات» نداده بود و بازیگر دیگر همچنان به ایفای نقش ادامه می‌داد.
در حین تولید، گروه با مشکلاتی چون گرما، توفان شن و آفتاب‌سوختگی مواجه بودند. برای طبیعی‌تر نشان دادن شن‌ها و سایه‌ها از اسپری رنگ و دستگاه باد استفاده شد. چهره بازیگران نیز با ترکیبی از وازلین و آب، خیس و عرق‌کرده جلوه داده می‌شد.

## زمینه تاریخی
شخصیت بوگارت به رخدادهای مه و ژوئن ۱۹۴۲ اشاره می‌کند. در آن زمان ارتش بریتانیا از تانک‌های ام۳ لی آمریکایی استفاده می‌کرد. در نبرد غزاله، ارتش هشتم بریتانیا مجبور به عقب‌نشینی شد و بسیاری از تانک‌ها را رها کرد. فیلدمارشال رومل آن‌ها را تا مصر تعقیب کرد، اما در نبرد نخست العلمین متوقف شد. در پایان فیلم، دو بازماندهٔ متحد خبر این پیروزی را می‌شنوند.

## بازخوردها
نقدهای فیلم اغلب مثبت بودند. مجله ورایتی فیلمنامه را سرشار از گفت‌وگوهای کوبنده، اکشن پرانرژی و صحنه‌هایی منطقی دانست. واشینگتن پست فیلم را متعادل، دردناک، مهیج و تأثیرگذار توصیف کرد. بوستون گلوب نیز بازی‌ها را درخشان و فضای احساسی فیلم را ستود.
بازلی کرادر در نیویورک تایمز فیلم را یادآور «گشتی گمشده» توصیف کرد و بازی بوگارت را تحسین کرد. هرالد تریبون نیویورک نیز بازی کنترل‌شده بوگارت را مناسب فضای جنگی دانست و کارگردانی کوردا را «درخشان» توصیف کرد.

## در رسانه‌های دیگر
در سال ۱۹۹۵، جیم بلوشی در نسخهٔ تلویزیونی بازسازی‌شدهٔ صحرا  نقش بوگارت را ایفا کرد.
در فیلم جنگی ۱۹۴۱ به کارگردانی استیون اسپیلبرگ، تانک شخصیت گروهبان تری با بازی دن اکروید، «لولوبل» نام دارد که ادای احترام به فیلم صحرا است.